# Kareem Serageldin
Kareem Serageldin (/sɛrəɡɛldɪn/), d'origine égyptienne, a été un dirigeant du Crédit Suisse lors de la crise financière mondiale de 2007-2008,.

## Crise financière
Au 30 avril 2019, Serageldin était « le seul dirigeant de Wall Street à être poursuivi en justice en raison de la crise financière » qui a déclenché la Grande Récession . Le vendredi 22 novembre 2013, Serageldin - l'ancien directeur général / responsable mondial du crédit structuré de la division de banque d'investissement du Crédit Suisse Group - a été condamné à 30 mois de prison pour avoir dissimulé plus de 100 millions de dollars américain de pertes dans un portefeuille de négociation de titres adossés à des créances hypothécaires chez Crédit Suisse. Serageldin a également accepté de rembourser 25,6 millions de USD au Crédit Suisse et a ensuite été condamné à payer plus d'un million de dollars pour régler une action en justice devant la SEC américaine,.
Serageldin a plaidé coupable pour « avoir gonflé frauduleusement les prix des obligations adossées à des actifs comprenant des titres adossés à des créances hypothécaires résidentielles subprime (RMBS) et des titres adossés à des créances hypothécaires commerciales (CMBS) dans le portefeuille de négociation de Crédit Suisse dès la fin 2007 et au début de 2008 ». La « prétendue manipulation de ces prix obligataires a amené le Crédit Suisse à déprécier ses résultats financiers de l'exercice 2007 de 2,65 milliards de dollars américain »,. Quant à la question de savoir pourquoi le département de la Justice des États-Unis n'a pas encore intenté de poursuite pénale contre des dirigeants financiers, un analyste a affirmé que le ministère « avait effectivement perdu sa capacité à inculper des sociétés ou à poursuivre des personnes aux plus hauts échelons de l'entreprise américaine ».

### Dans la culture
- Dans le film The Big Short : Le Casse du siècle de Adam McKay, adaptation du livre The Big Short: Inside the Doomsday Machine de Michael Lewis, Kareem Serageldin est montré comme l'homme « ayant perdu quelques milliards en subprimes ; somme que la plupart des banques faisaient en une bonne journée ».